# Droga Króla Fahda

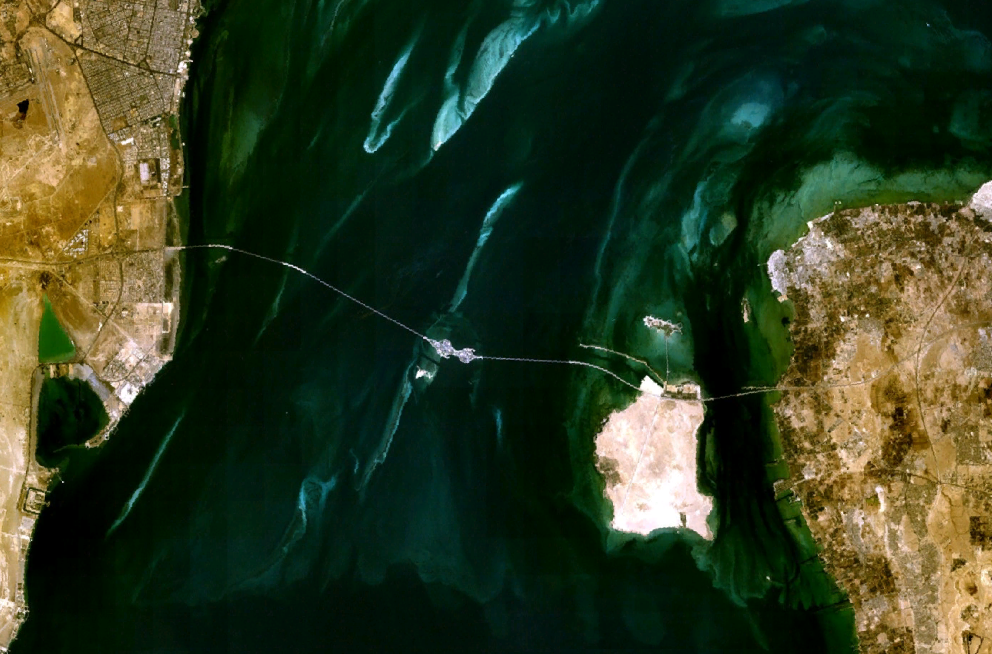
Droga Króla Fahda widoczna na zdjęciu satelitarnym

Mapa Bahrajnu z zaznaczoną drogą Króla Fahda

Droga Króla Fahda, faktycznie kombinacja mostów i grobli komunikacyjnych – połączenie drogowe łączące Bahrajn z Arabią Saudyjską. Zostało wybudowane w latach 1982–1986. Koszt realizacji projektu wyniósł 1,2 mld dolarów. Droga, której nadano imię króla Fahda ibn Abd al-Aziza Al Su'uda liczy około 26 km.
Pierwsze kroki w stronę budowy połączenia poczyniono już w latach 60. XX wieku. Jednak dopiero 8 lipca 1981 roku podpisano porozumienie w sprawie budowy, którą oficjalnie zainaugurowano 11 listopada 1982 roku. Otwarcie nastąpiło 26 listopada 1986 roku, po ponad czterech latach budowy. Koszt inwestycji wyniósł 1,2 mld dolarów i został w całości pokryty ze środków saudyjskich. Droga ta łączy Bahrajn ze wschodnim wybrzeżem Arabii Saudyjskiej, a ściślej z aglomeracją Dammamu. Jest to autostrada długa na około 26 km i szeroka na 25 m. Posiada po dwa pasy ruchu w obie strony. Biegnie przez kombinację grobli i mostów, a także przez północną część wyspy Umm an-Nasan. Mniej więcej w połowie drogi między tą wyspą a saudyjskim wybrzeżem znajduje się punkt kontroli granicznej.